# Sebitti
Sebitti, también escrito como Sibitti o Sebittu, es el nombre de conjunto que recibían siete dioses guerreros de la mitología sumeria eran liderados por el dios Erra. Hijos de Anu y de Ki (véase Ninhursag). Anu les dio destinos mortales y temibles y les puso bajo el mando de Erra. Aparecen en el llamado Poema de Erra.

## Etimología
En acadio el término «sebitti» significa «los siete» o «grupo de siete». Era utilizado tanto para el grupo de los siete guerreros de Erra como para los siete dioses benéficos hermanos de la diosa Narudu y para los siete sabios de Mesopotamia, lo que a veces genera confusión en su identificación. Su equivalente en sumerio es «iminbi».

## Descripción
El Poema de Erra, es una de las principales fuentes sobre los sebitti, en él se les señala como hijos del dios Anu con la Tierra. Al nacer, Anu se los otorga a Erra como sus armas. De esta manera poseen una doble naturaleza de dioses guerreros y de "armas personificadas". Anu otorga a cada deidad un nombre que, a la vez, es su destino y función en la guerra que emprenderá Erra:
1. "Aparece en lo alto y anda sin rival"
2. "Sé como el dios Mes, el furioso gran toro"
3. "Se te ha concedido la apariencia de un león, lleva a cabo la orden"
4. "Corre como el viento y reconoce las regiones"
5. "Golpea por arriba y por abajo y no perdones a nadie"
6. "Causa la muerte al alma que da la vida"